# Toro (U-Boot)
Toro (spanisch Toro ‚Stier‘) war das erste U-Boot der peruanischen Marine.

## Geschichte
Der deutschstämmige peruanische Ingenieur Juan Carlos Federico Blume Othon entwickelte 1864 während des Spanisch-Südamerikanischen Kriegs die Idee zum Bau eines U-Bootes. Er experimentierte mit einer Flasche, in die er Schrotkugeln füllte. Er entwarf schließlich ein zigarrenförmiges U-Boot und reichte den Entwurf bei der peruanischen Marine ein. Der Bau des U-Bootes wurde jedoch von der Admiralität abgelehnt.
Als es 1879 zum Salpeterkrieg kam, griff Blume seinen Plan wieder auf. Er hatte inzwischen eine Fabrik und ließ dort ein 2 m langes Modell mit einem Durchmesser von 0,40 m aus Blech bauen. Nach erfolgreichen Tests wurde im April 1879 mit dem Bau des U-Bootes begonnen. Die zigarrenförmige Hülle wurde aus 6,35 mm dicken Stahlplatten gebaut. Sie war 14,63 m lang und hatte einen Durchmesser von 2,13 m. Das Innere wurde durch Holzrippen verstärkt. Der Propeller am Heck wurde durch eine Kurbel, die von acht Mann bedient wurde, angetrieben. Mittels einer Pumpe, die auch durch die Kurbel angetrieben werden konnte, konnte der rechteckige Ballasttank befüllt oder entleert und so die Tauchtiefe beeinflusst werden. Mit der Pumpe konnte auch ins U-Boot eingedrungenes Wasser entfernt werden. Als weiterer Ballast wurden Eisenbahnschienen und Gusseisenstücke auf dem Boden verteilt. Die Tauchtiefe wurde mit einem Quecksilberbarometer ermittelt. Im aufgetauchten Zustand wurde Frischluft über ein Rohrsystem zugeführt. Zum Untertauchen musste dies verschlossen werden und ein Drucklufttank sollte nun zur Luftversorgung dienen. Blume verfügte jedoch nicht über den entsprechenden Stahl, um einen Druckluftbehälter herzustellen.
Blume führte einige Tests in der Bucht von Paita durch. Bei einem Tauchtest wurde vergessen, das Frischluftsystem zu verschließen, und das U-Boot wurde zur Hälfte mit Wasser geflutet und sank zum Grund. Innerhalb von 40 min konnte jedoch das Wasser mit der Pumpe entfernt werden und das U-Boot tauchte wieder auf. Der Hafenkapitän von Paita, Kapitän zur See D. Joaquin Guerra, der den Test beobachtet hatte, schickte ein Empfehlungsschreiben an den peruanischen Präsidenten Mariano Ignacio Prado. Kriegsminister General Manuel de Mendiburu entschied, das U-Boot in der Bucht von Callao zu testen. Anfang 1880 führte Blume sein U-Boot vor und überzeugte die Zuschauer und so empfahl man dem neuen Präsidenten Nicolás de Piérola den Bau eines verbesserten U-Boots.
Da jedoch ein Kampf mit Chile unmittelbar bevorstand, entschied man das vorhandene U-Boot nach Blumes Vorstellungen anzupassen. Es wurde in die Werkstatt von Oroya Railway in Lima gebracht. Um das U-Boot besser ausbalancieren, wurde der Ballasttank in den Kiel gebaut. Der störende Ballast im Innern, der auf dem Boden lag, wurde entfernt und außen am Rumpf entsprechende Bleigewichte angebracht. Als Antrieb wurde eine kleine Dampfmaschine und ein Drucklufttank mit 69 bar Druck installiert. Im untergetauchten Zustand sollte die Druckluft durch den Boiler der Dampfmaschine geleitet und so die Dampfmaschine betrieben werden.
Bei einem Angriff sollte das U-Boot soweit untergetaucht sein, dass nur das Mannloch aufgetaucht und geöffnet wäre. Wenn man sich bei Nacht auf 1000 m an den Feind angenähert hätte, würde man einen Lay-Torpedo abfeuern. Nach abgeschlossener Mission sollte das U-Boot zurückkehren. Nur wenn es entdeckt würde, sollte es untertauchen und mit Druckluft betrieben werden.
Nach dem Umbau wurde das U-Boot in den Hafen von Callao gebracht. Als im Januar 1881 Lima von chilenischen Truppen besetzt wurde, versenkte man alle Schiffe – auch die Toro –, damit sie nicht den Feinden in die Hände fallen sollten, und so kam das U-Boot nach dem Umbau nicht mehr zum Einsatz. Die Chilenen hoben die Toro, konnten das Schiff jedoch nicht bedienen. Trotzdem soll es in die chilenische Hafenstadt Talcahuano verbracht worden sein. Der weitere Verbleib ist unbekannt.